# Gellert Tamas
Gellert Victor Tamas (17 febbraio 1963) è uno scrittore e giornalista svedese, di origini ungheresi.
Deve la sua notorietà soprattutto al bestseller Lasermannen – en berättelse om Sverige (L'Uomo Laser), un romanzo pubblicato nel 2002 basato sulla vita di John Ausonius, un serial killer che per un anno, nel 1991, ha ucciso cittadini di origine straniera. Il racconto-reportage si sofferma molto sulla Svezia contemporanea, dove la grande crisi economica ha condotto ad uno stravolgimento sociale xenofobo e violento, tollerato da autorità d'estrema destra. L'enorme successo del libro è testimoniato anche dal suo adattamento in una miniserie Tv nel 2005 su Sveriges Television o SVT,compagnia pubblica televisiva di stato svedese.
Ha inoltre scritto come giornalista per il Dagens Nyheter, quotidiano  di punta svedese, e per TV4 Group, una media company che possiede il maggiore canale televisivo svedese, TV4.